# 中山裕章
中山 裕章（なかやま ひろあき、1967年11月4日 - ）は、高知県高知市出身の元プロ野球選手（投手・右投右打）。
1986年にドラフト1位で横浜大洋ホエールズに入団、リリーフ・先発で主力投手として活躍したが、1991年オフに幼女への連続強制わいせつ事件を起こし、神奈川県警察に逮捕され、大洋球団を解雇される。この事件を受けてセントラル・リーグは日本野球機構 (NPB) 全12球団に対し、無期限に契約を回避する措置を取るよう要望する声明を通達したが、この声明は1993年オフに解除された。その後（1994年以降）は中日ドラゴンズでリリーフとして活躍し、1999年のリーグ優勝に貢献した。

## 経歴

### プロ入り前

#### 高校入学まで
高知市愛宕町で生まれ、高知市立一ツ橋小学校・高知市立城北中学校を経て高知市立高知商業高等学校へ進学した。大洋時代の監督・須藤豊は高知商高の大先輩にあたるほか、元阪神タイガースの藤川球児は城北中・高知商高の後輩である。
幼稚園を卒園したころ、自転車に乗っていた際に走行中のダンプカーと激突する交通事故を起こしたが、左足を骨折（2か月間入院する重傷）したのみで済んだ。しかし小学校の入学式にはギプスを装着した状態で出席したほか、骨折した左足は高校進学後も変形したままだった。
城北中学校野球部に入部した直後、後に中学・高校時代にバッテリーを組んだ捕手・岡村英人と出会った。当時の中山は何事にも執着を示さない性格から練習に身が入らず、1年生の夏休み前には野球部の練習を休みがちになったが、母親から顧問への頼みで辛うじて野球を続けることとなった。1982年秋には高知商業高校（後の進学先）のグラウンドで中学の高知県大会決勝が開かれたが、同大会を視察していた高知商高野球部監督・谷脇一夫（当時）は圧倒的な速球を投げる中山の素質に惚れ込み、後に再び中山が高知商高のグラウンドへ練習に来た際には「うちに来てほしい」と声を掛けている。

#### 高知商業高校時代
高校進学の際には高知商高以外にも明徳義塾高校など高知県内の高校野球強豪校から進学の誘いを受けたが、「自宅から通える」という理由で高知商高に進学。女房役の岡村も甲子園の舞台で活躍することに憧れ、1978年夏の第60回全国選手権大会で準優勝を果たした高知商高に進学した。
高知商高1年生時の1983年春、谷脇は新入部員の中山を見て「彼がいれば5回甲子園へ行くチャンスがあるうち、3回は行ける。そのうち1回は優勝できる。夏の全国初制覇も夢ではない」と確信した。中山もその期待に違わず、入学直後からベンチ入りし、同年夏の第65回全国選手権大会では早くも同校（高知県代表）のエース津野浩（3年生）の控え投手としてメンバー入りした。中山は桑田真澄・清原和博（KKコンビ）を擁するPL学園（大阪代表）との準々決勝で津野をリリーフして甲子園に初登板し、それ以降はプロ野球関係者から「土佐の怪腕」と注目を集めた。一方でこのころから持病の腰痛に苦しみ、走り込みが十分にできなくなっていったことで体重が増加するようになった。
津野が引退した同年秋にはエースとなったが、それ以降は故障が続き、2年生の1984年夏には高知県大会初戦で高知高校に敗戦した。中山・岡村らが最上級生となった2年生秋の県大会当時、高知県内の高校には渡辺智男（伊野商業高校）をはじめ、全国屈指の逸材が揃っていたため、甲子園の土を踏むことは容易なことではなく、同大会では準々決勝で渡辺を擁する伊野商に敗れ、翌年の選抜大会出場を逃した。この試合直後、谷脇は「残されたチャンスはあと1つ（1985年夏の第67回全国選手権大会）しかない」と考え、中山と岡村にそれぞれ「お前は甲子園に行かなければいけない」、「毎朝、中山と一緒に高知城までランニングしてこい」と命じた。谷脇がこのように中山に猛練習を課した理由は、中山について「素質は桑田より上だが、最後の勝負どころで力以上のものが出せなければ甲子園では活躍できない。それが出せるのは、普段から他人がやらないことをやる者だけだ」と考えていたが故だった。
また、中山自身も腰痛に苦しむ中で高知市内の整体師に通い、鍼・電気治療などを2年間かけて行った。3年生となった1985年春、高知商高は同年の選抜優勝校となった伊野商を破り、春季四国地区高等学校野球大会に進出し、四国大会も圧勝で優勝した。同年夏、エース中山は岡村とバッテリーを組み、全国高等学校野球選手権高知大会を勝ち進み、決勝戦で選抜優勝校の伊野商相手に雪辱を果たし、5対1で勝利し、全国選手権出場を果たした。

##### 1985年・夏の甲子園
1985年の夏の甲子園で、高知商業高校は快進撃を続けたが、中山は「攻守ともに高知商史上最強レベル」とうたわれた当時のチームの原動力となった。また、当時の大会を取材していた高野想（スポーツ新聞記者）は「春夏の甲子園大会で初めて150 km/hの球を投げた投手は中山と言われている。のちに清原が中山からあれだけ長距離の本塁打（後述）を放てた理由は、中山の速球が強い反発力を生んだからだろう」と述べている。
甲子園では初戦の藤嶺藤沢（神奈川代表）戦で最速150 km/hの速球を投げるなどして9対2で勝利した。続く第2回戦では同じく四国勢の志度商業（香川県代表）戦で最速145 km/hを記録し、初回先頭打者から6連続奪三振を記録するなど、2被安打12奪三振の好投で4対0の完封勝利を記録。3回戦でも同じく四国勢の川之江（愛媛県代表）と対戦し、立ち上がりの不調を突かれ、2点を先制されたが、8回には同点に追いつき、延長11回裏にサヨナラ勝ちを決めた。
PL学園との準々決勝では再び桑田と投げ合い、5回裏の最初の打順で「この試合の目玉」と注目された4番・清原と対戦。しかし、真ん中高めに投げた渾身の速球をバットの真芯で捉えられ、左翼席上段に達する特大ホームラン（推定飛距離：140 m）を被弾した。さらに6番・桑田にも右翼ラッキーゾーンへのホームランを被弾し、試合は3対6で敗退した。
同年秋の第40回国民体育大会高等学校野球競技では桑田と投げ勝い、甲子園の雪辱を果たし、優勝の原動力となった。この時の控え投手に1年下の岡林洋一がいる。

### 横浜大洋時代
1985年のドラフト会議（1985年11月20日）では清原・桑田とともに目玉選手として注目されていた一方、ドラフト会議前には社会人野球・三菱重工三原への就職が内定していた。そして、ドラフト当日に横浜大洋ホエールズから単独1位指名を受け、指名後には「早く一軍に昇格して、阪神タイガースの中西（清起）さん（高校の先輩）と投げ合いたい」と述べた。ルーキーイヤーの推定年俸は430万円・契約金は5,200万円で、入団時には阪神・中西を目標に掲げていた。背番号は中山本人の希望により、中西と同じ19に決まった。
1986年の春季キャンプでは当時のエース投手・遠藤一彦と同室になり、その際に遠藤から直接プロ野球選手としての心構えを教わっていた。同年は近藤貞雄監督の下で本格派として期待され、一軍で18試合に登板し、0勝3敗・防御率5.11の成績に終わるも3セーブを挙げた。当時は既に近藤監督から「投手として一級品の素材」と称賛されていたが、まだ下半身をうまく使った投球ができていなかったため、鈴木隆投手コーチから徹底した走り込みを行わされていた。同年5月6日に同い年の相川英明とともに出場選手登録されると、その2日後（5月8日）に対読売ジャイアンツ（巨人）5回戦（後楽園球場）にて若菜嘉晴とバッテリーを組み、一軍初登板・初先発を果たし、。初マウンドで巨人先発・江川卓と投げ合う形となり、1・2回を無失点に抑えたが、5回裏から疲れが見えたところを巨人打線に痛打され、相川に交代するまでに5回3分の2を投げ5被安打・2奪三振・3与四球・5失点（自責点4）で敗戦投手となった。同年7月には平塚球場で開かれた二軍イースタン・リーグ（イ・リーグ）の試合に登板した際、ジュースの差し入れを受けたことをきっかけに、その差し入れ主である大洋ファンの女性（当時・淑徳短期大学英語学科在学／後に婚約するも1991年末の事件により婚約破棄）と交際を開始した。
1987年は推定年俸590万円（前年比160万円増）で臨み、古葉竹識監督の下で33試合に登板し、5勝12敗・防御率5.17・セーブなしと大きく負け越したが、著しい成長を遂げて投手陣の軸に近づく飛躍の1年となった。
同年5月9日に本拠地・横浜スタジアムで開かれた巨人戦で先発登板し、堀場秀孝とバッテリーを組み、6回2/3を投げた。疲れが出た7回表に連打を浴び、4失点するなど5失点を喫したが、チームは8対6で勝利し、中山自身もプロ初勝利を飾った。また同年5月21日にはヤクルトスワローズ戦（横浜スタジアム）で堀場とバッテリーを組み、6被安打・5奪三振・1与四球・1失点でプロ入り初の完投勝利（シーズン2勝目）を記録し、同年6月27日には対巨人戦（後楽園球場）で若菜嘉晴とバッテリーを組み先発し、巨人打線を計4被安打（6回2死まで無安打）に抑え、プロ入り初完封勝利（シーズン3勝目）を記録した。10歳代（未成年）の投手が巨人戦で完封勝利を記録したのは当時20年ぶりのことで、当時はエース・遠藤と同数の勝利数を稼ぐことを目標に掲げていた。一方で古葉監督からは「先発の際には良い球と悪い球の落差がありすぎる」と指摘されていたほか、同年11月に静岡県伊東市内で開かれた秋季キャンプ中には「自分は先発ローテーション入りして一人前になった」と自負していたところ、コーチたちから様々な注意・助言を受けたことに対し反抗的な態度を取った。そのため、寺岡孝ヘッドコーチから「やる気がないなら東京へ帰れ!」と鉄拳制裁を受けたが、それが意識改革を促すきっかけとなった。
1988年シーズンは推定年俸1,180万円（前年比590万円増）で臨み、古葉監督の提案で抑えに転向。抑えに転向した当初は不安定な投球が続いたが、古葉は「中山と心中する」と宣言した。やがて中山も抑えに慣れ、戸惑いがなくなると抑えとして好成績を残せるようになった。同年は新たにスライダーを会得したため、投球に余裕を持つことができるようになり、リーグ最多の70試合に登板し、10勝6敗24セーブ34セーブポイント・防御率2.28の成績を挙げ、中日ドラゴンズ・郭源治やロッテオリオンズ・牛島和彦に並び、「プロ野球を代表するストッパー」とうたわれた。同年は救援投手ながら規定投球回に到達する活躍を見せたほか、オールスターゲームでは第2戦・ナゴヤ球場（7月25日）、第3戦・東京ドーム（7月26日）と2戦連続で勝利投手となった。また、同年11月5日開幕の日米野球大会（読売新聞社主催）では全日本メンバーに選出されたほか、11月19日に行われたセ・リーグの第10回東西対抗戦（平和台野球場）では東軍に選出された。同年オフは防御率リーグ3位など好成績を残したことを高く評価され、12月2日に推定年俸2,520万円（前年比200%アップ、1,340万円増）で契約更改した。
右投げの速球派投手として活躍していた中山だったが、大洋にとっては「即戦力」とみなされ、古葉監督時代にリリーフで酷使されたために肩・腰を痛めた。
1989年シーズンは45試合に登板し、1勝10敗17セーブ・防御率4.10と大乱調に終わり、同年オフには推定年俸2,200万円（前年比320万円減）で契約更改した。
1990年シーズンは先発ローテーション投手として復活。27試合に登板し、8勝12敗・防御率3.92の成績を残した。同年4月7日の開幕戦（対中日ドラゴンズ戦・ナゴヤ球場）では開幕投手を務めたが、それから3週間にわたっては未勝利に終わっていた。しかし4月28日の対阪神タイガース戦（阪神甲子園球場）で市川和正とバッテリーを組み、完投して阪神打線をわずか4安打に抑え、同年初勝利を3年ぶりの完封勝利で飾った。同年はオールスターゲームにも通算2度目の出場を果たし、オフの契約更改では12月25日に推定年俸2,630万円（前年比430万円増、前回交渉より130万円増）で契約更改した。この日は逮捕のちょうど1年前で、同日には入団後まもなく知り合った女性（当時21歳）と婚約。
1991年シーズンも2年連続で開幕投手を務めた。同年は春先こそ好調だったが、6月8日の試合（札幌市円山球場・中日戦）で6点リードを守れず降板。それ以降は成績が下降し、夏場は先発で6連敗するなどエースとしての期待に応えきれず、8月には二軍落ちした。同年は27試合に登板（先発20試合）して8勝10敗・防御率4.20の成績で、規定投球回数到達選手20人中ではリーグ最下位の成績だった。
プロ入りから同年シーズン終了までの6年間で通算32勝53敗44セーブの成績を挙げ、大洋球団のエース級投手として活躍しており、シーズン終了後の同年12月6日には翌1992年度の契約について推定年俸2,650万円（現状維持）で契約更改していた。また同年10月には横浜市緑区若草台（現：横浜市青葉区若草台）に約1億1,800万円で2階建ての新築住宅を建て、郷里・高知市内に暮らしていた両親・姉も含めて5人で新生活を送っていた。

### 連続強制わいせつ事件
※以下、肩書などはいずれも当時のものとする。また時刻はいずれも日本標準時（JST・UTC+9）で統一する。
1991年11月上旬、肩・腰などを痛めたことで沖縄の秋季キャンプから離脱。それ以降は横浜大洋ホエールズ総合練習場（神奈川県横須賀市長浦町）で練習していたが、「何をやっても嫌な状態で野球に対するやる気がなくなり、精神的に不安定な状態」に陥っていた。1991年11月12日15時5分ごろ、中山は横浜大洋ホエールズ総合練習場での練習後、自宅（横浜市緑区若草台）へ車で帰宅途中、横浜市金沢区六浦町の住宅街で近隣住民の小学4年生女子児童（事件当時10歳）に対し、スカートの裾から手を入れた。その直後となる同日15時10分ごろには、住宅街で小学5年生少女（当時11歳）に対し自身の下半身を露出したままスカートの上から尻を触る、さらに同日15時15分ごろ、同所付近にあった建物の階段にて帰宅途中だった幼稚園女児（当時6歳）をいきなり後ろから抱き上げ、下着を脱がせた。
神奈川県警察が事件現場周辺を調べたところ、現場には犯人の体液が遺留されていた。また、「犯人が犯行後に被害者へ手を振り『バイバイ』と声をかけていた」とする証言も得られた。横浜市内では同年秋ごろから女児への連続強制わいせつ事件が発生していたため、県警は捜査本部を設置した上で、12日の事件を同一犯による犯行と推測し、被害が多発した時間帯に捜査員が現場付近を警戒するなど、張り込み捜査を進めていた。その結果、2日後（11月14日15時ごろ）には、ツートンカラー（白・グレー）のベンツに乗った若い男が現場付近で車を降りて周辺を約15分間うろついたり、女児に声を掛けたりするなど、不審な行動を取る姿が捜査員により確認された。当該車両のナンバー照会から中山が割り出され、ベンツを尾行して捜査を続けたところ、その後も同月中の計4回にわたり現場でうろつく中山の姿が目撃された。さらに、中山の顔写真を確認した被害者児童らの証言から「中山に間違いない」との結論が出た。
一方、中山は逮捕前の同年12月16日から23日にかけ、山形県・大野目温泉で若手投手らの自主トレーニングに参加し、逮捕される前日（24日）朝に横浜へ帰っていた。また24日昼には買い物のため外出していたところ、横浜市中区内の球団事務所があるビルの入口で大洋球団社長・岡崎寛と偶然顔を合わせ、普段通り挨拶をしていた。

#### 逮捕・送検
捜査結果を受け、1991年12月25日朝から中山を被疑者として任意同行した。容疑への追及に対し、1991年11月12日に起きた二つの事件（それぞれ11歳・6歳の女児2人に対する強制わいせつ・公然わいせつ事件。時系列順では2・3件目）についていずれも容疑を認める供述をしたため、神奈川県警捜査一課・金沢警察署は同日夕方に強制わいせつ・公然わいせつの容疑で中山を逮捕した。取り調べに対し中山は「11月上旬に腰などを痛めたため沖縄の秋季キャンプから帰ってきたが、婚約者の女性と会えず欲求不満が溜まっていた。（女性の）年齢が高いと自分が『大洋の中山投手だ』と分かってしまうので小さな子を狙った。大変恥ずかしいことをしてしまった。深く反省している」などと供述した。
県警捜査一課・金沢署は1991年12月26日午後、強制わいせつなどの容疑で中山を横浜地方検察庁に送検したが、中山は捜査一課・金沢署による取り調べに対し、逮捕容疑の強制わいせつ2件に加え「2件の事件と同じ1991年11月12日、小学4年生の女子児童（当時10歳）の体を触るなどわいせつ行為をした」と3件目（時系列順では最初）の犯行を自供した。このため、横浜地検は翌日（12月27日）午後に「逮捕容疑2件の立証のほか、ほかの類似事件との関連についても取り調べるため」として横浜地裁へ中山の10日間拘置を請求。中山は10歳女児に対する事件に関しても強制わいせつ容疑で横浜地検へ追送検されたが、翌1992年1月4日までに逮捕容疑の強制わいせつ2件について、中山と被害者との間で示談が成立したため、いずれも被害者側が告訴を取り下げた。これを受け、横浜地検は同日に親告罪である同罪については不処分とし、公然わいせつ罪についても「既に社会的制裁を受けており本人も深く反省している」として起訴猶予処分とすることを決めた。その上で地検は同日、勾留期限の切れる翌5日付で中山を釈放することを決め、中山は処分保留のまま拘置先である金沢署から釈放された。横浜地検は翌日（1992年1月6日）付で強制わいせつ容疑について「被害者との示談が成立し告訴が取り下げられた」ことを理由に不起訴処分としたほか、公然わいせつ容疑についても起訴猶予処分とした。

#### 球団の動向
逮捕当日、事態を知った若生照元（取締役球団本部長）以下、大洋球団社員らは慌ただしく電話対応に追われた。同日夜には大洋球団代表・桜井薫が球団事務所（横浜市中区）にて会見を行う。球団社長・岡崎寛のコメントを代読する形で「青少年に夢を与えるプロ野球選手がこのような事件を起こしてしまい誠に申し訳なく、深くお詫びする。球団としても管理不行き届きを陳謝したい。処分はあす（26日）決めるが、厳しい処分を考えざるを得ない」と述べた。大洋球団では1987年のシーズン開幕日に若手選手数名が傷害事件を起こし、警察の取り調べを受けたことはあったが、強制わいせつといった悪質な犯罪容疑で一流選手が逮捕されたケースは同球団に限らず、球界としても前代未聞の大事件だった。プロ野球の現役スター選手が性犯罪で逮捕されたこの事件は大洋球団のみならず、世間に大きな衝撃を与えた。
大洋球団は翌26日9時から球団事務所にて、球団幹部6名（岡崎球団社長・若生球団本部長ら）と弁護士2名の計8名からなる、中山に対する処分を決める緊急幹部会議を開く。その結果、中山との翌年度の契約を白紙に戻し、日本プロフェッショナル野球協約第66条に基づき「次年度選手契約締結の権利を保留する選手」（保留選手）（＝「契約未更改の大洋選手」扱い）とした上で、処分については「捜査当局の結論を待ってから、解雇も含め厳しく対応する」ことを決定。会議終了後、記者会見に応じた岡崎は「夢を与えるプロ野球関係者がこのような事件を起こしたことに対し深く反省するとともに、被害者やその家族の皆様に深くお詫びする」と陳謝した。同日には高校の後輩である中山が起こした不祥事を受け、須藤監督も球団事務所入りし、被害者・球界関係者および社会に対し謝罪表明した。日本野球機構 (NPB) 会議室（東京都中央区銀座）でも吉國一郎コミッショナーや、川島廣守セントラル・リーグ会長、原野和夫パシフィック・リーグ会長ら球界首脳が出席して実行委員会を開き、川島は会議後の記者会見で「今回の事件でプロ野球の信用が失われ、取り返しがつかない。同情の余地は全くない。球団は厳重に処分すべきだ」と述べた。
岡崎・桜井は同年12月27日に大洋球団の親会社である大洋漁業の本社（東京都千代田区大手町）で中部慶次郎球団オーナーに事件を報告した。同日、岡崎は「今年は（開幕投手を務めた）中山で始まり、中山の大暴投で終わった」「来年は事件が早く解決し、チームが飛躍できる年にしたい」と話した。吉國NPBコミッショナーは同日にコミッショナー事務局にて記者会見し、「中山投手が再びマウンドに立つのは難しいか?」との質問に対しては「事件が事件だけに難しいだろう。DNA型鑑定もするというし、報道されている警察の発表が事実なら残念だ」と厳しい見解を示した。一方で落合博満選手（中日）は1994年1月4日に横浜市内で開かれたトークショーにて、「情状酌量の余地があるならばの話だが、将来のことを考えると球界復帰への道をつけてやってもいいのではないか?この事件で（球界を引退して）社会に復帰したとしても中山を受け入れてくれるところはもうないだろう。それなら『更生の道は野球から着けてやるべきではないか?』と思う」「もし自分が被害者の親だったら示談にしても許せないが、中山を自由契約にすることで誰の責任でもなくなる。今の状態だと中山はどこに行っても人の目を気にしなければ生きていけない。罵声・野次を正面から浴びせられるマウンドで償うチャンスを与えてはどうだろうか。大洋球団やセ・リーグ連盟が見守った上で、中山に恥をかかせながら更生の道を探るべきだ」と発言した。
中山は1992年1月5日、釈放後に緑区内の自宅へ帰宅し、15時15分から約1時間にわたり若生球団本部長・荒木球団管理部長と面接した。若生は面接後、「中山は反省の色が濃い」と述べていたほか、須藤監督も同日にセ・リーグ連盟へ「中山を無期限謹慎処分に処した上で、著しい反省の色・社会情勢の変化などを見て処分を有期限に緩和する」案を打診した。これは須藤自身が中山の更生を望んでいたことに加え、大洋球団にとっても「故障が治れば2桁勝利（10勝）できる投手」だったため、試合に出場できない中山に対し月額約53万円の保留手当を支払ってでも、将来的な復帰を画策していたためだった。しかし連盟は「球団の処分は甘すぎる。社会的な償いを受けることは避けられない」として処分差し戻しを求め、須藤監督も最終的には連盟の対応に従い、中山の契約解除に至った。

#### 大洋球団解雇
本事件は野球協約統一契約書様式第17条（模範行為）に違反するものであることから、大洋球団は1992年1月7日付で保留選手扱いだった中山を解雇して中山の保留権を放棄した上で、統一契約書式第26条に基づき、中山を自由契約選手とすることを発表した。横浜地検からは既に不起訴・起訴猶予処分で釈放され、前途もある中山に対し、あえて野球生命を事実上絶つ厳罰を下した理由は「子供たちに夢を与える職業にありながら、その子供たちを真っ向から裏切る犯罪を犯した」という社会的影響の大きさを深く考慮したためだった。これに加え、大洋球団は須藤監督に戒告処分、岡崎社長・桜井球団代表に対しては同日からの1年間にわたり8％の減俸処分をそれぞれ科した。
中山は野球協約上「自由契約選手」となったため、他11球団とは契約できる形式ではあったが、「世間を騒がせ球界のイメージを著しく汚した破廉恥なわいせつ行為」（『中日新聞』1992年1月8日朝刊、記者：会田豊彦）で逮捕された中山を直ちに獲得しようとする球団はなかった。また、川島廣守セ・リーグ会長は声明文の中で「中山選手本人が社会的に立派に更生できることが確認される時点まで、全12球団が中山選手との選手契約を無期限に自粛するようお願いしたい」と要望したため、球界復帰は極めて困難になった。
岡崎は同日、記者会見で「中山投手は被害者やそのご家族に多大なご迷惑をかけ社会をお騒がせした。ホエールズの一員として在籍させることはできない」「大洋球団としては将来も中山と契約する意思はない」と発言。しかし「彼はまだ若く野球しかわかっていない。本人とご両親に相談の上で彼が立ち直れるよう、今後も相談に乗るつもりだ」とし、中山が将来的に更生後プロ球界に復帰、もしくは、それ以外の社会的な復帰の際に球団として援助する姿勢を示した。この処分を受け川島セ・リーグ会長は「今回犯した破廉恥な行為で世間を騒がせた事実は消えない。プロ野球ファンの夢と期待を無惨にも踏みにじった。（すぐに）野球選手としての再起はできる相談ではない。今回の処分は球団の温情ある措置だと思う。失格選手としない配慮を踏まえての処分とご理解いただきたい」とコメントした。吉國NPBコミッショナーも「『更生への道に障害にならないように』と失格選手にしなかった川島会長の心情も理解できる。同会長・大洋球団を信頼し、コミッショナーとしての追加処分は行わない」とコメントした。吉國NPBコミッショナーは1992年1月8日付で中山を自由契約選手として公示した。
中山が着用していた背番号19は1992年に「事実上の永久欠番扱い」となる。しかし、「横浜ベイスターズ」への球団名変更決定直後の同年のドラフト会議で1位指名された小桧山雅仁（日本石油）が「19にまつわる縁起の良いエピソード」を多く有していたことから、球団側は「これを機に次世代を担うルーキーに19番を背負わせることで中山の忌まわしい出来事を払拭しよう」と19番を提示した。小桧山自身も「事件のことは気にしない」と快諾したため欠番状態は1年で解消。また、中山を欠いた状態で1992年シーズンを迎えることとなった大洋球団はその穴を埋めるべく、若手投手（友利結・盛田幸妃ら）や新人投手（斎藤隆・有働克也）の起用を余儀なくされ、事件による士気の低下も懸案された。結局、大洋は開幕から成績不振に悩まされ、同年5月には須藤監督が早々と監督を辞任した。
高校時代の恩師・谷脇は「中山は野球を取ったら何も残らない男だから、球界復帰へのチャンスだけはどうしても残しておきたいが、そのチャンスが巡ってきても中山が生かすことができるかどうかは不安がある」と胸中を語った。中山がのちに球界復帰（中日入団）した際には、堀内恒夫・豊田泰光（ともに野球解説者）や近藤唯之（スポーツライター）、中島章隆（『毎日新聞』記者）が、それぞれ否定的なコメントを出したほか、事件当時に捜査を担当した神奈川県警捜査員は1993年に球界復帰の可能性が浮上した際、「（同年に発覚した江夏豊の覚醒剤事件について言及した上で）本事件は覚醒剤とは違い、直接の被害者がいる事件だ」と述べ、不快感を示していた。

#### 婚約者・家族のその後
婚約者の女性（事件当時22歳）が、事件後の中山を健気に支えたとしては一部マスメディアから美談として報道された。しかし1992年2月6日付で、婚約者は中山に「婚約不履行となった場合は慰謝料5,000万円を支払う」旨の書面を書かせたほか、中山が後述する運送会社で働き始めて以降は次第にすれ違うようになり別居に至る。
そうした中、1992年5月ごろ、中山は婚約者との電話の際に「こちらに来てくれないなら別れよう」と切り出したころ、電話を替わった婚約者の母親が「別れるなら慰謝料を払え」と迫り、6月には婚約者側が横浜市内の中山宅を売買できないよう、仮処分申請を出した。その後も双方の対立は続き、同年11月には婚約者側が東京地方裁判所へ「婚約不履行」を主張して中山を提訴。また元婚約者は「中山は事件後も反省しておらずヘラヘラしており、事件後には自分に『女の子を産んでくれ。自分の子なら何をしても罪にならない』などと言っていたほか、川島セ・リーグ会長から更生を促すため送られた本も平然とゴミとして捨てていた」などと主張した一方、中山側も1993年1月に「その本は元婚約者が中山家から盗んだものだ」と主張して神奈川県警磯子警察署へ窃盗・名誉毀損で元婚約者を告訴していた。これに加え、中山側は民事訴訟でも元婚約者側に対し「勝手に選手会への積立金500万円・自動車（ベンツ）・家財道具などを持ち出された」と反論し、双方が民事訴訟を起こす訴訟合戦状態となった。
しかし、民事訴訟合戦は1993年末になり中山側が2,500万円の慰謝料を支払う形で和解。中山の知人は『週刊新潮』記者からの取材に対し「本来なら離婚訴訟でさえ慰謝料の相場は500万円程度だが、中山は『裁判が長引くのは困るし、彼女に持ち逃げされた500万円・ベンツなど計約5,000万円の被害はなかったことにする』として和解金額2,500万円を提示した」と証言した一方、元婚約者は1994年8月に同誌記者からの取材に対し「自分の尻ぬぐいさえ満足にできないような中山が再びマウンドに立ったことだけは許せないし、自分も信じられない思いだ。事件の被害者・家族は見ていられないだろう」とコメントしていた。

### 浪人時代
1992年1月18日、中山は事件後初めて報道関係者との会見に応じ、あらためてファンや球団関係者らに謝罪した上で「今後は未定だが、本心ではまた野球がしたい」と述べた。なお、高知商高時代にバッテリーを組んでいた岡村英人は不祥事を起こした中山宛に「俺はお前がプロ野球選手だろうと何だろうと関係ない。俺の中でお前はいつも“中山裕章”だ。高知に帰って来い」と書いた手紙を送っていた。
中山は同年2月8日から古巣・大洋の亀井進スカウトとともに佛現寺（静岡県伊東市物見が丘）へ入り、約3週間にわたり修行する。その後、一般社会で暮らすべく生活費を稼ぐため働くことを決断。一方、同年2月13日、MLB（アメリカ合衆国・メジャーリーグベースボール）コミッショナー事務局はNPBコミッショナー事務局に対しファクシミリ (FAX) 通信で「MLBの1球団が大洋の中山投手に関心を持っているので身分照会をしたい」といった旨の文書を送信。同日、NPBコミッショナー事務局は「中山投手は同年1月7日に大洋を解雇された」との事実のみ通知した上で、同月18日にはMLBに対し「川島セ・リーグ会長が12球団に対し、更生するまで中山と契約しないよう要望している。NPB球団と同様に中山との契約を見合わせるように要望する」とした回答書を送った。吉國NPBコミッショナーはこの件を受け「事件の経緯を説明した上でNPB球団と同様に対応するよう善処を求めた」と述べている。中山自身は『週刊現代』（講談社）の記者から「アメリカ・韓国・台湾など海外に行けばすぐに野球ができるかもしれないが?」と質問された際に「海外に行くのは苦しい環境から逃げるようだから嫌だ。いくら批判を浴びても、日本で修行をして厳しい声に耐えていきたい」と回答した。
寺での修行を終えた中山は就職活動をするも、当初は事件の影響で数社から断られ、大洋球団職員の紹介を受けて入谷正典（元巨人投手）が経営する横浜市内の運送会社へ就職した。1992年4月入社以降、横浜港・大黒埠頭（鶴見区）にて輸出用自動車の貨物船への積み込み、港湾への運搬などの仕事をしていた。当時の月収は手取りにして14、15万円程度で生活は苦しく、周囲からは冷たい視線や声に晒され、嫌がらせの手紙も多数送られていた。中山自身は「批判・非難の声は言われて当然だから、自分で耐えなければならない」と辛抱しながら社会生活を送っていた。

#### 球界復帰への道
事件後は、野球の試合はもとより野球関連のニュースをほとんど見ず、野球道具も押し入れに仕舞い込んでいた。しかし、就職から丸1年が経過したころ、社内の野球チームから「一緒にやろう」と勧誘されたことをきっかけに、再びグラブを手に取った。当時、中山は「過ちは一生消えないし、人前に出れば被害者をまた苦しめることになる。野球を諦めて世間に忘れられた方がいい」という思いを抱えていたが、一方で「どうしても野球をやりたい気持ち」は強かった。1992年末ごろには職場のあった大黒埠頭・アパート近辺で3～5kmの距離を毎日ランニングしていたほか、1993年3月以降は現役復帰に向けた練習を開始している。なお同年には知人の紹介により、球界復帰後の1995年に結婚することになる20代女性（家事手伝い・神奈川県川崎市在住）と知り合っている。この頃には後述の署名活動を主導していた入谷から「少しキャッチボールなどをして体を作っておけ」とアドバイスを受け、昼休みに同僚とキャッチボールしていたが、同僚たちはプロの第一線で活躍していた中山の球威を恐れたためか、キャッチボールを躊躇するようになっていった。
また、入谷が中心となり、横浜市内の財界人グループや中山の母校である高知商高のOBらが「中山裕章君の復帰を願う市民の会」を結成。1993年1月7日から中山の球界復帰を嘆願する署名運動を開始。同月28日までには横浜市・高知県などを中心に100,387人分の署名が集まった。1993年3月、中山の解雇直後にNPB全12球団へ無期限契約回避を申し出ていた川島セ・リーグ会長のもとへ当初目標の倍以上となる約22万人の署名・嘆願書が手渡された。この動きを受け、川島セ・リーグ会長は1993年5月28日に「中山投手は更生の道を歩んでいる」と認め、声明に示した無期限契約回避措置を「早ければ同年6月中旬にも解除する」ことを明らかにした。社会的に大きな影響を与えた事件で、逮捕直後は事実上困難とされていた球界復帰の道を開くことは賛否両論が渦巻くのは必至の情勢だったが、川島は「彼は1年半汗を流して働いた。彼を評価する球団が出てくることを期待する」とコメントした。のちに中山を獲得した中日ドラゴンズはこの時点で彼に関心を示しており、伊藤濶夫・球団代表が「汗を流して頑張っている青年に救いの手を差し伸べたい」、中山了・球団社長も「獲得を考えてみようという気持ちはある」とそれぞれコメントした。
川島は「中山の投手生命を考えればそろそろ復帰への道を開く時期だ」として私的顧問機関『セ・リーグ懇話会』を開いたが、川同年6月29日に東京・銀座のセ・リーグ連盟事務所で開かれた懇話会は声明の解除に対し「現時点では時期尚早」との結論を出した。当時、元婚約者との民事訴訟が継続中だったことなどで、懇話会は「いずれは要請を解除する必要があるが、中山の更生には精神的安定を含めた身辺整理が不可欠で、元婚約者との訴訟問題を解決することが前提条件として求められる」との理由から声明解除を見送った。1993年12月10日、セ・リーグ懇話会はあらためて川島の声明を撤回することを答申し、川島は「来週中にも本人と会った後、できるだけ早く解除したい」として球界復帰を事実上認める発言をした。同日に記者会見した懇話会座長の中村稔（セ・リーグ顧問弁護士）は「元婚約者との婚約不履行の裁判に和解が成立し、中山投手も事件から2年以上経って社会的に更生できる実績を示したと理解している」と答申理由を説明した上で「復帰後は試練に晒される中山投手に対し、（獲得する）球団は精神面でも生活面でも十分な配慮・サポートをお願いしたい」とする声明を発表した。これを受けて中山は後見人を通じ「1日も早く川島会長にお会いしてお許しを頂きたいと思います。会長に許していただいても世間の全ての方が許してくださっているわけではないと思いますので、一生謹慎の気持ちで修養を忘れず新しい人間になって頑張りたいと思います。皆様のお気持ちを裏切らないよう精進してまいります」とコメントを発表した。
1993年12月16日午前、川島は渋沢良一セ・リーグ事務局長・児童心理学専攻の大学教授とともに横浜市内のホテルで中山と面接し、現在の心境や生活状態などを聞いた上で、中山の球界復帰を承認することを決定した。中山はこの際、「起こしてしまった事件はとんでもないことだが、自分に情を注いでくださる人もいるので、それを支えに耐えていきたい」「どんなことがあっても耐えられるつもり。野球以外に自分の夢はないので野球人として更生させていただきたい」と川島に対し発言した。これを受け、川島は同日午後の球界三首脳会談で吉國NPBコミッショナー・原野パ・リーグ会長それぞれの了承を得た上で、事件当時に各12球団に出した要望の解除を決定、17日の実行委員会で報告後に各球団へ要望の解除を通知することを決めた。そして12月24日に「翌日（1993年12月25日付）で中山との選手契約自粛を要請した声明を解除する」とする内容の文書を各12球団宛てに郵送した。一方、『読売新聞』記者・長谷川一雄は2年間のブランクや世間の厳しい目を指摘し、「仮に復帰できても本当にプロで通用するか?」と疑問を投げかけた上で、「『プロ野球選手である前に、常識ある一社会人であれ』と改めて願わずにいられない」と述べていた。

### 中日時代
声明解除が正式に通達されたことを受け、以前から中山に関心を示していた中日ドラゴンズ（監督：高木守道）は中山との契約に向けて動き出し、1993年12月27日には中山を打撃投手（球団職員身分・1年契約）として採用したことを発表した。同日午後、中山は両親とともに岡田英津也中日球団編成部長と横浜市内で面会し「新人のつもりでやり直したい」として中日の提示条件を全面的に受け入れ、契約に合意した。
中日の中山了球団社長は「裕章の獲得が球団のイメージに悪影響を及ぼさないとは言い切れない」と述べたが、一方で獲得に至った経緯や今後の見込みについて「彼（裕章）はやってはならない過ちを犯したが、真摯な反省と自戒の2年間を過ごし社会的制裁も受けた。許すことがあってもいい。即戦力とまではいかないが、早ければ来年の後半か再来年にも（一軍のマウンドに）出てきてくれるだろう」と話した。中山裕章は同日、球団を通して「これまでのことは深く反省している。どうしても野球を忘れることはできなかった。1から出直す覚悟で一生懸命やる」とコメントした。中日が火中の栗を拾う様な形で中山獲得に乗り出した理由は先発ローテーションを担える右投手が不在していた事情があったためで、現役復帰後の1995年3月に発売された『ホームラン』1995年3月号増刊『'95プロ野球 12球団全選手百科名鑑』（日本スポーツ出版社）では「右の先発ローテーションに入るか?」と記載されたが、中日時代は先発で登板する機会はなかった。

#### 1994年
球界復帰1年目となる1994年春は二軍の打撃投手として、串間市営球場で行われた春季二軍キャンプに参加しつつ、実戦復帰を目指した。そして稲葉光雄コーチらの指導を受け、選手契約を目指し、同年6月10日には契約金なし・年俸800万円（推定）・背番号125で選手契約を結び、同日付で支配下選手登録を受けた。これは中日球団は「練習態度が真面目で、そろそろチャンスを与えてもいいだろう」と判断したためで、中山は2年半ぶりに現役選手として復帰した。同日、中山は「被害者がいる以上、罪は消えないが、再び野球ができることに感謝の気持ちでいっぱいだ」とコメントした。また中山了・中日球団社長は「事件は絶対に犯してはならない過ちだったが、本人は2年以上も深く反省していたし『もうチャンスを与えてもいいだろう』と考えた。二軍で打撃投手を務めさせつつ、投手としての実力のみならず性格も観察した上で復帰を承認した」と、川島セ・リーグ会長も「中山君は『過去』というものを償いあまりある努力をしたに違いない。新生・中山が生まれることをファンも期待しているだろう」と、それぞれ談話を発表した。
一方で中山が正式採用された1994年6月以降、中日球団や親会社・中日新聞社には抗議・無言電話が殺到し、復帰第一戦の翌日（1994年7月25日）は球団事務所で厳戒態勢が取られた。また、中日の水谷啓昭投手コーチは山田ゆかりの取材に対し「中山が懸命に努力している姿を見てからは応援する気になったが、初めは『冗談じゃない。黒い霧事件で永久追放になった選手もいるのに、なんで性犯罪を犯したような選手を雇うのか』と球団への不満を抱いたし、チームメートへの悪影響も懸念した」と、『スポーツニッポン』編集委員・小川勝も1999年に「中山が登板すると試合のテレビ中継でも必要最小限のコメントしかせず、極力言及を避けている。中山を単独で取り上げることは必然的に少女へのわいせつ事件に言及せざるを得なくなることであり、現在のプロ野球報道で一種のタブーとなっているようだ。『球界復帰に当たっては被害者・家族の合意を得た』という話だが、中山が起こした事件は抵抗手段を持たない少女への一方的な性的虐待であり、被害者の少女たちが心の深い層で深刻なトラウマを抱え込んだ可能性がある。そのトラウマの深刻さは少なくとも本人たちが成人するまでわからないもので、その点を考慮すれば中山をわずかな期間で球界復帰させた決定には疑問を抱かざるを得ない」と指摘した。
中日入団以降、当時空白となっていた抑え投手の座を得るために必要な瞬発力を得るべく、ランニングではダッシュを重視するなど重点的なトレーニングを重ねていた。同年6月21日にはウエスタン・リーグ（ウ・リーグ）の福岡ダイエーホークス戦（ナゴヤ球場）で先発し、1991年10月10日の阪神戦以来となる現役復帰後初登板を果たした。この試合では3回を投げ、打者14人と対戦して5被安打・4奪三振の結果で、山之内健一に高め速球を打たれ、本塁打を記録されるなど3失点を喫したが、ブランクを差し引けばまずまずの投球内容だった。同年7月21日には高木守道監督ら首脳陣立ち会いの下でナゴヤ球場にて昇格テストを受け、高木監督から「長いイニングは無理だが、試合の展開次第で投げさせ様子を見たい」と判断を受けたため、後半戦からの一軍合流が決定した。
翌7月22日、中山は現役復帰後初・大洋時代の1991年10月以来となる33カ月ぶりの一軍選手登録を受け、同日付で背番号も67に変更された。7月23日の対巨人戦（ナゴヤ球場）からベンチ入りし、翌24日の試合で先発・山本昌に代わり、中継ぎとして1991年10月10日以来の一軍登板を果たし、1イニング1被安打0失点に抑えた。中山本人は前日から野次を飛ばされることを覚悟していたが、中山が登板した際には多少の野次こそあったものの、拍手や声援が多かった。当時、中山は『週刊新潮』の取材に対し「現時点ではまだ80％ほどの出来で、速球・カーブとも今一つであり、やはりフォークが一番だ。ゆくゆくは先発で投げてみたいし、お世話になった方のためにも早く1勝を挙げたい」と述べていた。
同年は一軍6試合に登板し、0勝0敗0セーブ・防御率5.79の成績で、古巣・大洋時代の本拠地球場・横浜スタジアム（大洋は1993年より「横浜ベイスターズ」に球団名を変更）で登板することはなかった。また、同年10月8日にナゴヤ球場で開かれた巨人との優勝決定戦「10.8決戦」でも登板機会はなかった。同年オフの11月15日は推定年俸1,200万円（前年比800万円増）で契約更改した。

#### 1995年
球界復帰2年目の1995年は背番号を大洋時代と同じ19番に変更し、アメリカ・アリゾナ州春季キャンプでは600球を投げ込むなど、抑え投手の座を得るべくトレーニングを積み重ねた。同年はチームが低迷（終盤近くまで最下位・最終順位は5位）する中で、中継ぎ・抑えとしてチーム最多の44試合に登板し、初勝利を含めて3勝6敗4セーブ・防御率3.27の成績を挙げ7セーブポイントを記録した。また同年5月1日には運送会社に勤務しつつ球界復帰を目指していた1993年に知人の紹介で知り合った20歳代の女性（当時・神奈川県川崎市在住）と入籍したことを明らかにした。
同年4月12日のヤクルトスワローズ戦（明治神宮野球場）では大洋時代・1989年8月11日の阪神戦（横浜スタジアム）以来2,070日ぶり、球界復帰後初となるセーブを挙げ、同年5月24日には古巣・大洋の後身である横浜ベイスターズ戦にて現役復帰後初めて横浜スタジアムで登板を果たした。この試合では延長12回裏から登板したが、二死満塁の場面で波留敏夫から右翼線へ抜けるサヨナラタイムリーを打たれ、敗戦投手となった。
同年6月6日には広島東洋カープ戦（広島市民球場）で8回裏（1点ビハインド）に中継ぎで登板すると、9回表に山崎武司の同点二塁打が飛び出し、延長10回表まで2イニングを投げた。そして延長12回裏には仁村徹の決勝打でチームが勝ち越し、最後は中山の後を継いだ古池拓一が1点リードを守ったことにより、中山は1991年9月29日の巨人戦以来1,346日ぶりとなる球界復帰後初勝利を飾った。
このころには大洋時代の活躍の片鱗が窺えるところまで速球の威力が回復していたが、本人は「まだムラがあり、イメージ通りの速球には程遠い」と満足しておらず、全盛期の「速球で相手打者を追い込み、独特の揺れるフォークで抑える」というパターンを取り戻すべく腐心した。同年オフ（11月30日）には推定年俸2,000万円（前年比800万円増）で契約更改した一方、同年オフには韓国球界のスーパースターである宣銅烈が新たな抑え投手候補として加入。星野仙一監督（同年オフに就任）は宣を抑え投手として起用する方針だったため、中山は居場所を追われる格好となったが、本人は宣の代役に備えて準備していた。

#### 1996年以降
1996年の開幕当初は宣へのつなぎ役（中継ぎ）を務めていたが、宣が初登板から抑えに失敗し、その後も不安定な投球だったことからその代役に抜擢され、首脳陣の期待に応えた。同年前半戦（77試合）ではチームの投手陣で唯一、二軍落ちすることなく、一貫して一軍で過ごし、力のある速球・フォークを武器に抑え投手として活躍した。後半戦には前半戦に比べ、調子を落としたが、球界復帰から3年目で完全復調の手応えを掴み、36試合に登板し、4勝4敗14セーブ・18セーブポイント・防御率2.88の数字を残した。同年オフには推定年俸4,500万円（前年比125％アップ、2,500万円増）で契約更改した。
同年7月11日にはセ・リーグ代表監督・野村克也（当時・ヤクルト監督）の推薦によりサンヨーオールスターゲーム全セ（オールセントラル・リーグ）に選出され、大洋時代の1989年以来7年ぶりの代表選出を果たした。そのオールスターゲームでは第3戦（7月23日・富山市民球場アルペンスタジアム）で先発投手・斎藤隆（横浜）の後を継ぎ、3回表に二番手投手として登板。イチロー（オリックス・ブルーウェーブ）・村松有人・秋山幸二（ともに福岡ダイエーホークス）・清原の計4人と対戦し、同回の先頭打者（1番打者）イチローに右中間三塁打を打たれると、続く2番打者・村松の中犠飛で球宴初失点（1点）を喫したが、2死で迎えた清原を145 km/hの速球で空振り三振に打ち取り、1回1被安打2奪三振1失点の成績を残した。
1997年はチームがナゴヤ球場に代わる新本拠地・ナゴヤドームに対応しきれず最下位に沈む中、リリーフのみでチーム最多の53試合に登板し、投球回76イニング2/3を記録した。同年は前年不調だった宣が一転して守護神として活躍したため自身のセーブはゼロに終わったが、守護神・宣へつなぐセットアッパーとして1年を通じて活躍し、大洋時代最終年の1991年以来6年ぶり・球界復帰後では初となるシーズン7勝を挙げた。しかしその一方で6敗したほか、防御率も4.34と思わしくなく、本人は「大事な場面で打たれた不本意なシーズンだった」と振り返ったほか、江川卓も課題点として「防御率の高さに加え、速球の力強さが失われ奪三振数が（それまで1イニング1個に近い割合だったのが）54個と減った。暴投も6回と多い」と指摘していた。同年オフ（12月1日）には推定年俸4,400万円（前年比100万円減）で契約更改した。
1998年シーズンは豊富な実績・経験から中継ぎエースとして期待され、その座を確立すべくシーズンに臨んだ。しかし同年は故障に加え、この年からリリーフに専念した落合英二・新人の正津英志の台頭から登板機会は少なく、シーズンの大半を棒に振ってしまった。同年は一軍戦では7月に7試合（合計7イニング）登板、二軍戦でも6試合登板に留まり、チームの首脳陣からは何度も「あいつがいれば…」とため息が漏れた。同年、チームは中山の古巣・横浜とのリーグ優勝争いに敗れ2位に終わった。同年オフにはフリーエージェント（FA）資格を取得したが、FA権を行使せず残留して推定年俸4,200万円（前年比200万円減）で契約更改した。
1999年、中日はプロ野球タイ記録となる開幕11連勝を記録したが、中山はその11試合中4試合でリリーフとして登板し、いずれの試合でもピンチを無被安打で切り抜けた。特に11連勝を決めた4月16日の巨人戦（東京ドーム）では先発したサムソン・リーの後を継ぎ、8回表から登板し、1回を三者凡退に抑え、勝利に貢献したほか、優勝が間近に迫った9月18日・横浜戦（横浜スタジアム）でも延長11・12回を投げ抜いて勝利に貢献。同年はリリーフのみで31試合に登板し、3勝1敗・防御率3.16の成績を挙げ、自身初・中日球団史上11年ぶり5度目のセ・リーグ優勝に貢献した。福岡ダイエーホークスとの日本シリーズでは第3戦（ナゴヤドーム）にて9回表に敗戦処理として登板した。11月24日には名古屋市内の病院に入院し、両膝半月板の手術を受け、12月3日には推定年俸4,400万円（前年比200万円増）で契約更改した。
2000年は守護神・宣が引退したため、その後継者候補として期待されたが、両膝手術の影響により落合とともに前半戦を棒に振り、リリーフで25試合に登板したが、徐々にチームが投手王国となり落合・正津英志・岩瀬仁紀らが台頭するにつれて登板機会が減少していった。同年11月28日には来季の契約について推定年俸4,300万円（前年比100万円減）で更改した。
2001年シーズンは一軍で4試合登板・投球イニング6回2/3・0勝0敗の成績に終わり、同年10月12日には小池秀郎・鈴木平・永田能隆とともに球団から戦力外通告を受けた。同年12月2日にNPBコミッショナー事務局により自由契約選手として公示され、同年限りで中日を退団した。同日までに開かれた12球団合同トライアウトには計2回参加したが、獲得に手を挙げるNPB球団はなかったため、台湾プロ野球・韓国のKBOリーグへの移籍を視野に現役続行を目指した。

### 台湾球界時代
合同トライアウト受験後の2001年12月、横浜を退団した小桧山雅仁（中山の退団後、ベイスターズで最初に背番号19を着用）とともに台湾・中華職業棒球大聯盟 (CPBL) の和信ホエールズ（翌2002年シーズンより「中信ホエールズ」に球団名を変更）へ入団した。中信時代の背番号は日本球界時代と同じ19。
中信では大洋時代の1991年以来となる先発投手に転向し、エース格投手として活躍。2002年は12勝10敗、翌2003年も13勝4敗と、2年続けて好成績を残した。また郭李建夫（元阪神）とともに若手にアドバイスを送るなどしてチームに貢献していたが、同年限りで現役を引退した。これは肘の故障に加え、妻が帰国を望んだためで、同月には中信球団に「妊娠中の妻が第一子出産を控えて日本に帰国しているため、出産前に帰国して面倒を見たい。今季限りで退団・帰国する」と申し入れた。
2003年9月21日、台北市立天母野球場で開かれた兄弟エレファンツ戦で同じく日本人投手の横田久則（元西武・ロッテ・阪神）と投げ合い、3失点を喫したが完投して13勝目を挙げた。試合後、中山はヒーローインタビューで満員のファンに対し「2年間ご声援いただきまして本当にありがとうございました。残念ながら総冠軍戦（台湾シリーズ）には出場できませんでしたが、来年こそはチームの優勝を祈っています」とコメントした。

### 現役引退後
2003年9月23日に帰国。現役引退後には男児（長男）が誕生し、かつて修行に入った佛現寺の住職から命名を受けた。また、台湾で築いた人脈を通じて実業家への転身を目指し、竹製品の輸入業を営むようになった。2004年には『週刊アサヒ芸能』（徳間書店・2004年5月20日号に掲載）の取材に応じて「1991年の事件後の生活・球界復帰までの経緯」や「『自分が子供を作っても良いのか？』という不安があったこと」などを話したほか、2005年秋には関内駅（横浜スタジアムの最寄り駅）付近で高校時代から親交の深かった『高知新聞』記者・土橋宏史から6年ぶりに取材を受けた。
その後はメディアへの露出を控えているが、高知商業高校時代にバッテリーを組んだ捕手・岡村英人（現：高知県立高知東高等学校野球部監督）は2016年に『Sports Graphic Number』（文藝春秋社）記者・鈴木忠平からの取材に対し「（中山は現在）自分で事業を頑張っている」と証言している。
一方で大洋の後身である横浜DeNAベイスターズの時代になっても球団史から除名同然の扱いを受けており、例えば2019年にベースボール・マガジン社から発売された『ホエールズ&ベイスターズ 70年の航跡』では、往年の名選手として彼を紹介する部分が一切確認されていない。

## 選手としての特徴
高校時代は最速150 km/hを記録する速球を武器に甲子園で活躍し、1985年に夏の甲子園で対戦した清原は自著で中山を「当時から桑田と並ぶ大会屈指の好投手として注目されていたが、肝っ玉も超高校級だった」と評した。ドラフト会議当時は「がっしりとした体格から最高150 km/hの速球を投げ込む高校球界きっての剛腕投手。打力もAランク」「桑田以上の球速を誇る重い速球の持ち主。将来性は高校の先輩である中西清起（阪神）・津野浩（日本ハムファイターズ）以上」と高く評価されていた。
プロ入り当初の持ち球は速球・カーブ・スライダー・シュート・フォークボールで、大洋時代は右投げの速球派投手としてリリーフ・先発で活躍したほか、中日時代は力のある速球に加えて「ストライクを取るフォークと空振りを取るフォーク」と2種類のフォークを武器に中継ぎ投手として活躍し、『月刊ドラゴンズ』（中日新聞社）1999年10月号優勝記念臨時増刊号「'99Vの軌跡」では「ロングリリーフが苦もなくこなせる中継ぎエース。好調時には先発も任せられるほどの好投を見せた」と紹介された。

## 人物
1985年夏の甲子園では『週刊ベースボール』で「胸囲95 cm・太腿62 cmで、ズボンのサイズはLLより2段階も大きい。甲子園のマウンドを土俵にしたいような巨漢投手」と形容され、チームメイトたちからは同じく高知県出身の大関・朝潮に由来する「朝潮」のニックネームで呼ばれていたが、『週刊ベースボール』1986年2月3日号誌上にて行われた小林繁との対談では「朝潮さんはそこまで好きというわけでもない」と答えている。
また甲子園でライバルとして戦った清原・桑田とも、1985年夏の日米韓三国対抗高校野球大会でともに日本代表として選出されて以降、それぞれ仲良くなっていた一方、小林との対談では「清原・桑田には負けたくない。特に桑田は同じセ・リーグだから桑田に勝つことが目標だ」と抱負を述べていた。またその対談では小林から「（同じく高知県出身の）坂本龍馬は好きか？」と質問され、「高知の田舎から政治を変えていった龍馬はすごいと思う。龍馬のように自分の思ったことを積極的にいろいろ考えてやっていきたい」と答えている。
大洋時代には『読売新聞』の取材に対し、同じ速球派投手としてノーラン・ライアンを「尊敬する投手」として挙げており、1989年1月の同紙記事では「時に帽子を振り飛ばすほどの力強い力投は“弱小大洋”の中で1人気を吐いた『和製ライアン』」と紹介されていた。また1991年の事件当時は「金太郎」の愛称で親しまれるとともに「営業マンとしてもやっていける」と言われる腰の低さから「球界でも屈指の好青年」として知られており、二軍投手コーチ・野村収は『神奈川新聞』運動部記者・文平英樹の取材に対し「性格は几帳面で少々のんびりした面もあり、このような事件を起こすなど信じられない」と証言したほか、文平自身も「誰もが中山に対し『正直で真面目な男』というイメージを持っていた。『決して誰にも見せないような別の一面』があったとでもいうのか？婚約者との入籍が延び延びになってはいたが、私生活の面でも『普通の男性・野球選手』という以上のことは聞いたことがなかった」と述べた。

## 詳細情報

### 年度別投手成績
| 年 度     | 球 団     | 登 板 | 先 発 | 完 投 | 完 封 | 無 四 球 | 勝 利 | 敗 戦 | セ 丨 ブ | ホ 丨 ル ド | 勝 率 | 打 者 | 投 球 回 | 被 安 打 | 被 本 塁 打 | 与 四 球 | 敬 遠 | 与 死 球 | 奪 三 振 | 暴 投 | ボ 丨 ク | 失 点 | 自 責 点 | 防 御 率 | W H I P |
| --------- | --------- | ----- | ----- | ----- | ----- | -------- | ----- | ----- | -------- | ----------- | ----- | ----- | -------- | -------- | ----------- | -------- | ----- | -------- | -------- | ----- | -------- | ----- | -------- | -------- | ------- |
| 1986      | 大洋      | 18    | 5     | 0     | 0     | 0        | 0     | 3     | 3        | --          | .000  | 194   | 44.0     | 44       | 3           | 15       | 0     | 3        | 15       | 1     | 0        | 34    | 25       | 5.11     | 1.34    |
| 1987      | 大洋      | 33    | 20    | 2     | 1     | 0        | 5     | 12    | 0        | --          | .294  | 568   | 132.1    | 147      | 17          | 44       | 2     | 0        | 81       | 8     | 2        | 78    | 76       | 5.17     | 1.44    |
| 1988      | 大洋      | 70    | 0     | 0     | 0     | 0        | 10    | 6     | 24       | --          | .625  | 597   | 142.1    | 124      | 11          | 52       | 10    | 3        | 118      | 9     | 1        | 40    | 36       | 2.28     | 1.24    |
| 1989      | 大洋      | 45    | 1     | 0     | 0     | 0        | 1     | 10    | 17       | --          | .091  | 346   | 79.0     | 81       | 17          | 32       | 6     | 3        | 68       | 2     | 0        | 39    | 36       | 4.10     | 1.43    |
| 1990      | 大洋      | 27    | 21    | 5     | 3     | 0        | 8     | 12    | 0        | --          | .400  | 653   | 153.2    | 157      | 14          | 44       | 5     | 8        | 89       | 3     | 1        | 71    | 67       | 3.92     | 1.31    |
| 1991      | 大洋      | 27    | 23    | 3     | 2     | 0        | 8     | 10    | 0        | --          | .444  | 672   | 156.1    | 152      | 25          | 58       | 1     | 6        | 107      | 4     | 0        | 77    | 73       | 4.20     | 1.34    |
| 1994      | 中日      | 6     | 0     | 0     | 0     | 0        | 0     | 0     | 0        | --          | ----  | 20    | 4.2      | 8        | 1           | 0        | 0     | 0        | 3        | 0     | 0        | 3     | 3        | 5.79     | 1.71    |
| 1995      | 中日      | 44    | 0     | 0     | 0     | 0        | 3     | 6     | 4        | --          | .333  | 225   | 52.1     | 56       | 7           | 11       | 2     | 2        | 49       | 8     | 0        | 23    | 19       | 3.27     | 1.28    |
| 1996      | 中日      | 36    | 0     | 0     | 0     | 0        | 4     | 4     | 14       | --          | .500  | 170   | 40.2     | 32       | 3           | 16       | 2     | 0        | 42       | 3     | 0        | 15    | 13       | 2.88     | 1.18    |
| 1997      | 中日      | 53    | 0     | 0     | 0     | 0        | 7     | 6     | 0        | --          | .538  | 330   | 76.2     | 67       | 10          | 32       | 3     | 7        | 54       | 6     | 1        | 41    | 37       | 4.34     | 1.29    |
| 1998      | 中日      | 4     | 0     | 0     | 0     | 0        | 0     | 0     | 0        | --          | ----  | 27    | 7.0      | 4        | 0           | 2        | 1     | 0        | 2        | 0     | 0        | 0     | 0        | 0.00     | 0.86    |
| 1999      | 中日      | 31    | 0     | 0     | 0     | 0        | 3     | 1     | 0        | --          | .750  | 146   | 37.0     | 31       | 2           | 12       | 1     | 1        | 16       | 2     | 0        | 13    | 13       | 3.16     | 1.16    |
| 2000      | 中日      | 25    | 0     | 0     | 0     | 0        | 2     | 1     | 0        | --          | .667  | 116   | 28.1     | 23       | 3           | 9        | 1     | 2        | 22       | 1     | 0        | 10    | 7        | 2.22     | 1.13    |
| 2001      | 中日      | 4     | 0     | 0     | 0     | 0        | 0     | 0     | 0        | --          | ----  | 27    | 6.2      | 7        | 1           | 2        | 0     | 0        | 3        | 0     | 0        | 4     | 4        | 5.40     | 1.35    |
| 2002      | 中信      | 34    | 24    | 7     | 3     | 0        | 12    | 10    | 1        | --          | .545  | 728   | 176.2    | 172      | 13          | 43       | 3     | 10       | 117      | 10    | 1        | 76    | 55       | 2.80     | 1.20    |
| 2003      | 中信      | 25    | 25    | 6     | 2     | 1        | 13    | 4     | 0        | --          | .765  | 729   | 180.0    | 169      | 5           | 30       | 1     | 8        | 106      | 3     | 1        | 56    | 44       | 2.20     | 1.10    |
| NPB：14年 | NPB：14年 | 423   | 70    | 10    | 6     | 0        | 51    | 71    | 62       | --          | .418  | 4091  | 961.0    | 933      | 114         | 329      | 34    | 35       | 669      | 47    | 5        | 448   | 409      | 3.83     | 1.31    |
| CPBL：2年 | CPBL：2年 | 59    | 49    | 13    | 5     | 1        | 25    | 14    | 1        | --          | .641  | 1457  | 356.2    | 341      | 18          | 73       | 4     | 18       | 223      | 13    | 2        | 132   | 99       | 2.50     | 1.15    |

- 各年度の太字はリーグ最高

### 表彰
CPBL
- 月間MVP：2回 （2002年9月[250]、2003年4月[251]）

### 記録
- 初登板・初先発：1986年5月8日、対読売ジャイアンツ5回戦（後楽園球場）[1]
- 初セーブ：1986年10月13日、対中日ドラゴンズ25回戦（ナゴヤ球場）[52]
- 初勝利：1987年5月9日、対読売ジャイアンツ4回戦（横浜スタジアム）[58]
- 初完投勝利：1987年5月21日、対ヤクルトスワローズ9回戦（横浜スタジアム）[59]
- 初完封勝利：1987年6月27日、対読売ジャイアンツ13回戦（後楽園球場）、4被安打[60]

オールスターゲーム（NPB）
- オールスターゲーム出場：3回 （1988年、1989年、1996年）

### 背番号
- 19 （1986年 - 1991年、1995年 - 2003年）
- 125 （1994年6月10日 - 7月21日）
- 67 （1994年7月22日 - 同年終了）